# Circolazione extracorporea
La circolazione extracorporea (CEC) è una tecnica che consente di trasportare il sangue al di fuori del corpo per essere ossigenato e quindi reimmesso nell'organismo escludendo temporaneamente il cuore dalla circolazione corporea. A tal fine viene utilizzato un dispositivo biomedicale noto come macchina cuore-polmone (in inglese Heart Lung Machine) che funziona come pompa cardiaca e supporta l'ossigenazione del sangue durante gli interventi chirurgici. La macchina cuore-polmone e le varie metodiche di circolazione extra-corporea sono gestite dal perfusionista.

## Storia
I primi studi sulla perfusione di organi isolati furono portati avanti da Carl Ludwig a Lipsia (Germania) e fu sulla base di tali studi che Max von Frey e Max Gruber svilupparono nel 1885 un sistema molto simile a quello che inventò John Heysham Gibbon nel 1953 dopo la morte di un paziente sottoposto a embolectomia nel 1931. Si trattava di un circuito di bypass cardiopolmonare che venne utilizzato per la prima volta durante un intervento di cardiochirurgia per riparare un difetto del setto atriale in un paziente di 18 anni. La macchina venne sviluppata al Massachusetts General Hospital di Boston da Gibbon, sua moglie e uno dei suoi collaboratori.
Non molto tempo dopo C. Walton Lillehei e Richard DeWall inventarono l'ossigenatore a bolle, che però causava emolisi che ne limitava l'utilizzo per lunghi periodi. L'invenzione del silicone nel 1957 portò all'invenzione dell'ossigenatore a membrana e alla nascita del termine ossigenazione extracorporea a membrana (ECMO, in inglese extracorporeal membrane oxygenation). L'ECMO richiedeva l'utilizzo costante di anticoagulanti, ma permetteva l'utilizzo prolungato del supporto extracorporeo.
L'ECMO venne utilizzata con successo per la prima volta in un'unità di terapia intensiva su un paziente di 24 anni sottoposto a intubazione a causa della sindrome da distress respiratorio acuto post-traumatico. Le moderne ECMO affondano però le loro radici nella terapia intensiva neonatale grazie al dottor Robert Bartlett pioniere del suo utilizzo nei casi di insufficienza cardiopolmonare neonatale che pubblicò il primo studio clinico nel 1985. Il suo utilizzo si amplio negli anni 2000 durante l'epidemia di influenza H1NI.

## Scopo della macchina cuore-polmone
Lo scopo della circolazione realizzata artificialmente è:
- ottenere un campo operatorio privo di sangue e immobile
- mantenere in vita il paziente
- mantenere vitali gli organi, garantendo l'irrorazione da parte della circolazione sistemica

## Caratteristiche del circuito
Il sangue venoso viene prelevato dalla vena cava o direttamente dall'atrio destro e viene fatto passare attraverso l'ossigenatore per poi essere reimmesso nel sistema circolatorio del paziente a livello dell'arteria femorale, dell'aorta ascendente, dell'arteria succlavia o del tronco arterioso branchiocefalico.
Il circuito per la circolazione extracorporea è composto da:
- cannule
- serbatoio
- ossigenatore
- scambiatore di calore
- filtri
- pompa

### Cannule
Le cannule utilizzate in circolazione extracorporea, sono tubi in materiale polimerico progettati in modo da far circolare il sangue con il minimo grado di turbolenza, devono anche essere sufficientemente robuste per evitare che si pieghino ma al contempo flessibili. La CEC prevede due tipi di cannule:
- per il prelievo venoso
- per l'immissione del sangue arterioso

La dimensione varia a seconda dei vasi in cui devono essere inserite. Le cannule venose devono sopportare un flusso sufficiente per un'assistenza che generi una depressione tramite gravità di 100 cm di acqua, mentre in quelle arteriose il flusso di assistenza deve essere ottimale mantenendo una pressione premembrana inferiore a 100 mmHg.

### Serbatoio
È un sistema di aspirazione formato da tubi collegati a un vuoto spinto e collegato al reservoir vero e proprio in cui il sangue va a depositarsi; questo dispositivo dà la possibilità di accumulare un certo quantitativo di sangue, svuotando il sistema circolatorio del paziente se il chirurgo ne ha l'esigenza, e consente anche di evitare che le vene cave collabiscano a causa di un aumento dei giri della pompa o una vasodilatazione del paziente, che comporterebbe un accumulo di sangue nel corpo stesso.
Il circuito in fase iniziale deve essere riempito di sangue o di altre soluzioni (priming). Fino agli anni '60 si usava sangue eparinato di 20-30 donatori. Oggi si utilizzano autotrasfusioni di sangue, ringer acetato più adenosina o soluzione glucosata o fisiologica arricchita (albumina), oppure ringer lattato più crystalsol o mannitolo.
Si deduce che durante la CEC si ha emodiluizione (con ematocrito tra il 20 e il 25%). I vantaggi comprendono un minore uso di sangue, una diminuzione della viscosità del sangue, diminuiti danni d'organo e minori costi economici. I problemi principali, invece, comprendono un maggior sovraccarico idrico e la difficile diagnosi differenziale post-operatoria tra la piastrinopenia da emodiluizione e la temibile piastrinopenia da eparina.

### Ossigenatore
Nella storia sono stati utilizzati diversi tipi di ossigenatori:
L'ossigenatore a dischi rotanti, fra i primi tipi utilizzati, ideato nel 1915 da Hooker e sviluppato nei primi anni '50, consiste di una serie di dischi coassiali che ruotano. Quindi, il sangue venoso è distribuito sulla superficie di questi dischi in forma di pellicole per aumentare la superficie di contatto. Anche in questo caso il sangue venoso e l'ossigeno sono in contatto diretto.
L'ossigenatore a bolle, sviluppato nella seconda metà degli anni '50, permette un contatto diretto tra sangue venoso e ossigeno. È costituito da una colonna di ossigenazione nella quale simultaneamente sono immessi sangue venoso e ossigeno; segue un sistema per eliminare le bolle. I dispositivi più moderni presentano incorporato nell'ossigenatore lo scambiatore di calore.

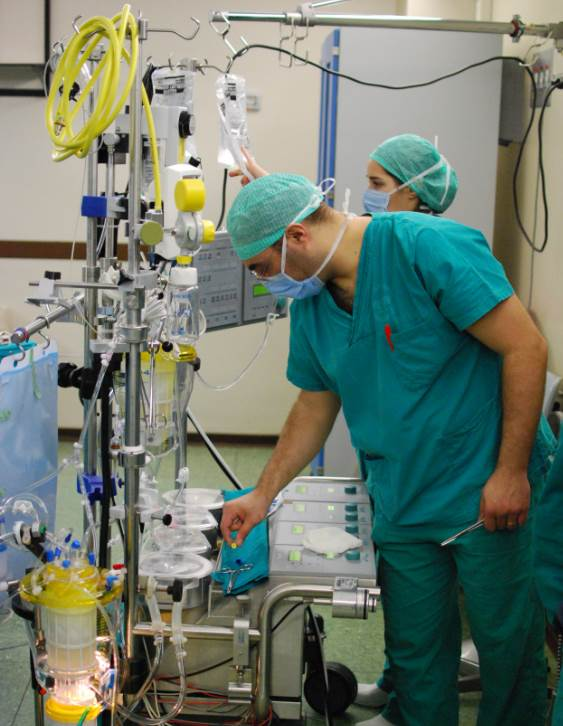
Perfusionista al lavoro

L'ossigenatore a membrana, entrato in uso negli anni '90, permette scambi per diffusione attraverso una membrana semipermeabile di gomma siliconata che separa completamente gas e sangue. Evitare la formazione di bolle diminuisce i rischi di una embolia gassosa, i danni da esposizione diretta ai gas (emolisi, consumo piastrinico e dei fattori della coagulazione) e aumenta il possibile utilizzo per periodi prolungati di CEC.
L'ossigenatore a fibre cave è formato da fasci di sottilissime fibre cave semipermeabili al gas al cui interno fluisce ossigeno con sangue all'esterno.
Vene generalmente posto a valle della pompa e il materiale utilizzato è cruciale per la biocompatibilità e per la qualità degli scambi gassosi. L'apporto di ossigeno al paziente dipende dal flusso della pompa.

### Scambiatori di calore
Posto a monte dell'ossigenatore, viene utilizzato per modulare la temperatura grazie agli scambi termici che avvengono attraverso conduzione a partire dai gradienti termici tra l'ambiente sanguigno e il reticolo termostatico.

### Filtro
È sempre presente anche se alcuni lo considerano solo uno strumento cautelativo, visti gli accorgimenti precedenti. Grazie alla sua struttura microreticolata, impedisce il passaggio di microcoaguli, minuscoli frammenti di tessuto, piccolissime bolle. Non si monta più di un filtro in serie perché oltre l'alta efficienza del filtro, vi sono misure preventive anche a monte del circuito e soprattutto si aumenterebbero eccessivamente le perdite di carico.

### Pompe
La maggior parte delle pompe comunemente utilizzate nella CEC sono di tipo centrifugo la cui caratteristica principale sta nel fatto che continuano a funzionare in assenza di ritorno sanguigno adatto e senza generare flusso. Ciò fa sì che il flusso dipenda dalla velocità di rotazione, dalle pressioni di entrata-uscita e dalla dimensione delle cannule. Un rotore crea flusso e portata grazie all'effetto vortice, senza però escludere il rischio di emolisi e pressione negativa.
La pompa genera un flusso continuo vicino alla gettata cardiaca teorica. La pompa gira a una velocità costante, pertanto qualsiasi variazione nel flusso deve essere considerata come una variazione di pressione prima o dopo il circuito. La velocità di flusso viene misurata utilizzando un flussometro elettromagnetico o un velocimetro Doppler.

## Metodologia clinica
Il processo attraverso cui il paziente viene collegato e scollegato alla circolazione extracorporea è il seguente:
- monitoraggio dei parametri vitali (ECG, Fc, Pa polmonare, diuresi, temperatura, emogasanalisi, ematocrito, Hb, pH),
- preparazione del campo chirurgico (sternotomia mediana e pericardiotomia),
- scoagulazione con eparina (tempo di coagulazione attivato > 480 secondi),
- incannulazione,
- inizio CEC,
- raffreddamento corporeo,
- clampaggio dell'aorta,
- cardioplegia,
- tempo centrale cardiochirurgico,
- riperfusione cardioplegica e normotermia,
- declampaggio aortico,
- scarica elettrica con ripristino dell'attività elettrica del cuore,
- sospensione CEC,
- decannulazione dei vasi,
- infusione di solfato di protamina

## Complicanze
Complicazioni della CEC sono:
- Sindrome da bassa portata
- Emorragia post-operatoria
- Tamponamento cardiaco
- Insufficienza respiratoria
- Sindrome post-perfusionale
- Insufficienza renale
- Danni neurologici.

## Variabili da controllare
Durante un'operazione con l'utilizzo della CEC sono diversi i fattori da tenere in considerazione, tra cui:
- indice cardiaco
- pressione arteriosa di immissione
- input venoso
- scambi gassosi
- coagulazione
- temperatura
- equilibrio acido-base

## Applicazioni
La circolazione extracorporea viene utilizzata:
- in gran parte degli interventi di cardiochirurgia in presenza di patologie congenite, acquisite o degenerative
- in interventi di chirurgia vascolare
- durante i trapianti di cuore
- durante i trapianti di fegato
- a volte come sostegno durante interventi a cuore battente

L'utilizzo della circolazione extracorporea è consigliata per trattare pazienti con:
- insufficienza cardiaca cronica acuta
- insufficienza cardiaca acuta secondaria da miocardite
- embolia polmonare massiva
- tumore mediastinico
- shock cardiogeno
- tachicardia ventricolare parossistica
- shock a seguito di cardiotomia
- ipotermia
- arresto cardiaco